# Vicoli
Vicoli – miejscowość i gmina we Włoszech, w regionie Abruzja, w prowincji Pescara.
Według danych na rok 2004 gminę zamieszkiwało 445 osób, 49,4 os./km².